# Sogo shosha
Sogo shosha (総合商社 sōgō shōsha) betyder generelle handelsvirksomheder, en forretningsform der er unik for Japan, og de handler en lang række af produkter og materialer. Udover handel har de historisk fungeret som investeringsbanker og private kapitalfonde. Sōgō shōsha kan snarere forklares som en forretningsfilosofi end en visuel model. Se Yoshino og Lifson for en kortfattet historie og diskussion.
De syv største sōgō shōsha er Mitsubishi Corporation, Mitsui & Co., Sumitomo Corporation, Itochu, Marubeni, Toyota Tsusho og Sojitz. Tilsammen driver de ca. 1.110 kontorer i over 200 byer omkring i verden. Desuden beskæftiger de mere end 20.000 højtuddannede specialister (personer med i gennemsnit over 15 års erfaring).
Sōgō shōsha gør forretninger indenfor general handel. På den ene side leverer de store mængder varer fra store producenter eller grossister til mindres grossister og detailhandler. På den anden side agerer de som en en international salgsstyrke for mellemstore- og små virksomheder som ikke selv har kræfterne til at eksportere. De fungerer ofte som bindeled, når der indgås kontrakter med store konsortier, lige fra byggeri af indkøbscentre til jernbaner eller andre ejendomsinvesteringer. 
Det unikke ved sōgō shōsha er deres størrelse, form, adgang til at opnå informationer og funktionelle forskellighed. En sōgō shōsha er en økonomisk organisation, hvis funktioner er gearet til at distribuere i stor skala, udføre komplekse transaktioner og til lave omkostninger. Sōgō shōsha-handlere er centrale i Japans økonomiske formåen, de håndterer halvdelen af landets eksport og to-tredjedele af importen.